# キリストの洗礼 (エル・グレコ、トレド)
『キリストの洗礼』（キリストのせんれい、西: Bautismo de Cristo、英: Baptism of Christ）は、クレタ島出身のマニエリスム期スペインの巨匠エル・グレコが晩年の1608–1614年にキャンバス上に油彩で制作した絵画である。「マタイによる福音書」 (3章:13-17) にある「キリストの洗礼」を主題としており、洗礼者ヨハネが跪いているイエス・キリストの頭上に貝殻から水をかけている場面が描かれている。画面上部には父なる神と聖霊のハトが描かれ、「三位一体」を形成している。1608年にエル・グレコと息子のホルヘ・マヌエル・テオトコプリは、トレドのタベーラ施療院の管理者ペドロ・サラサール・デ・メンドーサと同施療院礼拝堂用の祭壇画制作に関する契約を結んだ。エル・グレコの常として制作は遅れ、1614年の画家の死に際し、作品は未完成であったためホルヘ・マヌエルが完成させた。作品は、現在もタベーラ施療院に所蔵されている。

## タベーラ施療院礼拝堂祭壇衝立

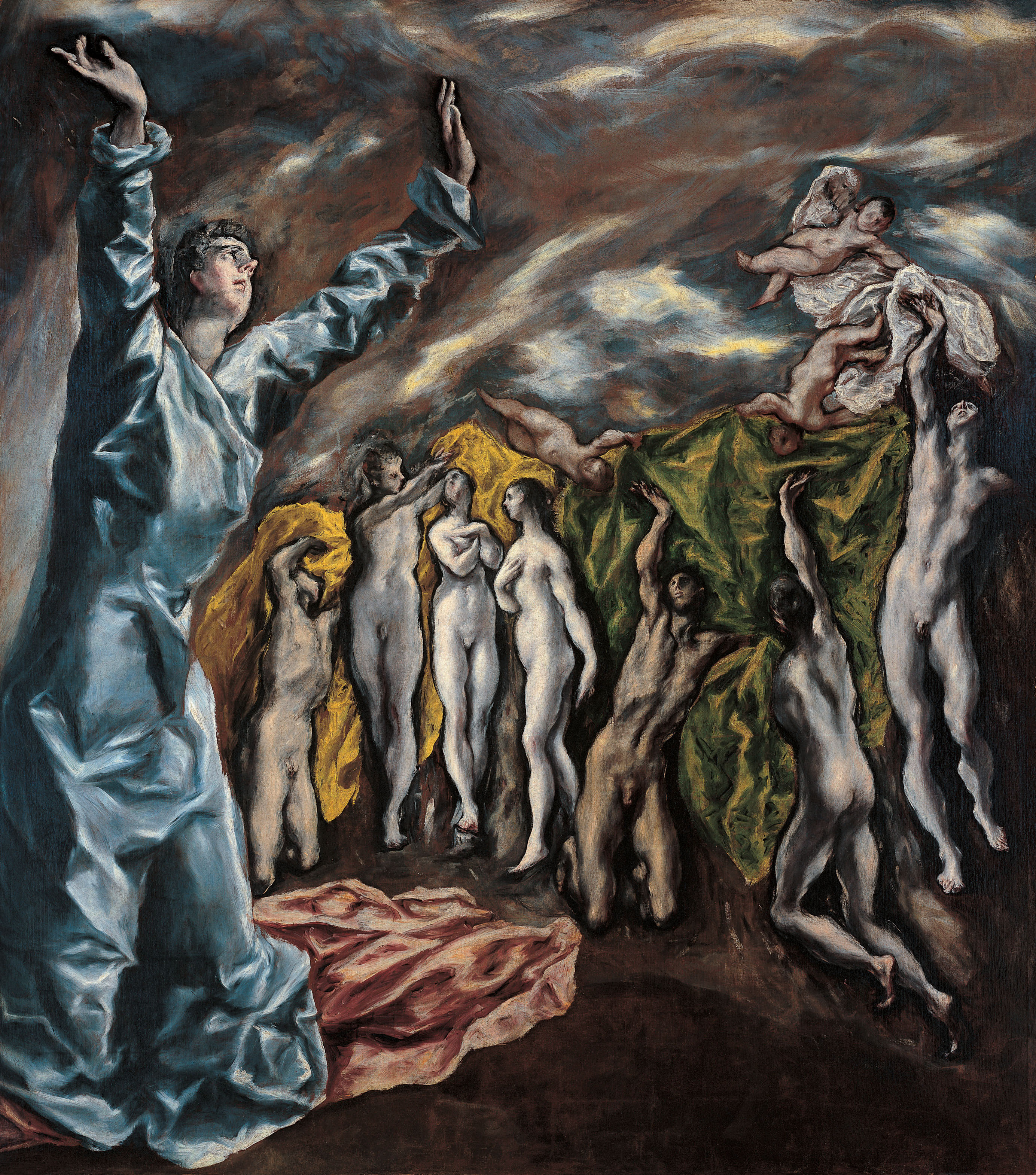
エル・グレコ『黙示録第5の封印』メトロポリタン美術館

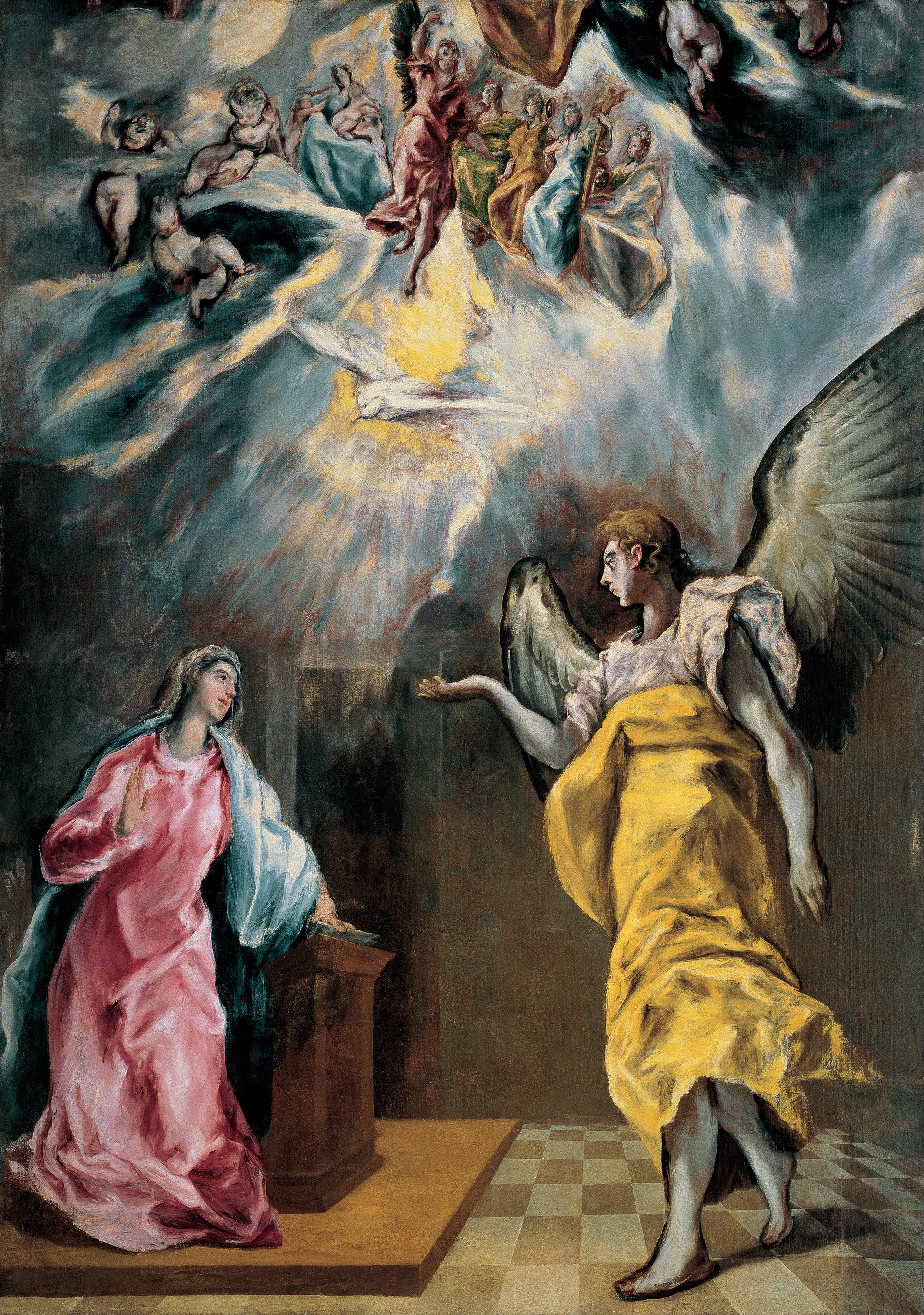
エル・グレコ『受胎告知』マドリード、ウルキーホ銀行

トレドの城門外郭に位置するタベーラ施療院は、寄進者の枢機卿フアン・デ・タベーラの名をとった通称で、正式には「洗礼者ヨハネ施療院」であった。エル・グレコは、自身の重要なパトロンの1人であったペドロ・サラサール・デ・メンドーサから、この施療院礼拝堂のために祭壇衝立の委嘱を受けた。しかし、画家の死により、この祭壇衝立は未完に終わり、画家の息子ホルヘ・マヌエル・テオトコプリと弟子たちによって完成された。中央祭壇と脇祭壇のための3点の主題は契約書に明記されていないが、エル・グレコの死後に別の画家に依頼された際の契約書やエル・グレコの遺産目録からみて、中央に本作『キリストの洗礼』、左右に、生の神秘にまつわる『受胎告知』(マドリード、ウルキーホ銀行蔵) と、死についての神の言葉が語られる『黙示録第5の封印』 (メトロポリタン美術館) が用意されたことはほぼ間違いない。

## 歴史
この大きな作品は1624年以前にタベーラ施療院に送られたが、1621年にはすでにホルヘ・マヌエルの財産目録に含まれていた。作品は、おそらく低い位置にあった礼拝堂中央壁龕の主祭壇に設置されるよう意図されていた。その祭壇は本作を収容するのに適切な大きさがあったのである。しかしながら、礼拝堂のこの壁祭壇で作品を見ることは難しかったのであろうか、その後、作品は礼拝堂右側の祭壇に設置された。しかし、その位置にも短期間しか置かれず、元の壁龕の主祭壇に戻された。ちなみに、祭壇の空いていた下部を満たすために風景画が1670年ごろに加えられた。その後、作品は、スペイン市民戦争の時代までそこに設置されていたが、施療院のエル・グレコのすべての絵画は同施療院内のレルマ公爵夫人の宮殿に展示された。後になって、すべての絵画はふたたび元の場所に戻され、現在、本作は右側の祭壇で見ることができる。

## 作品

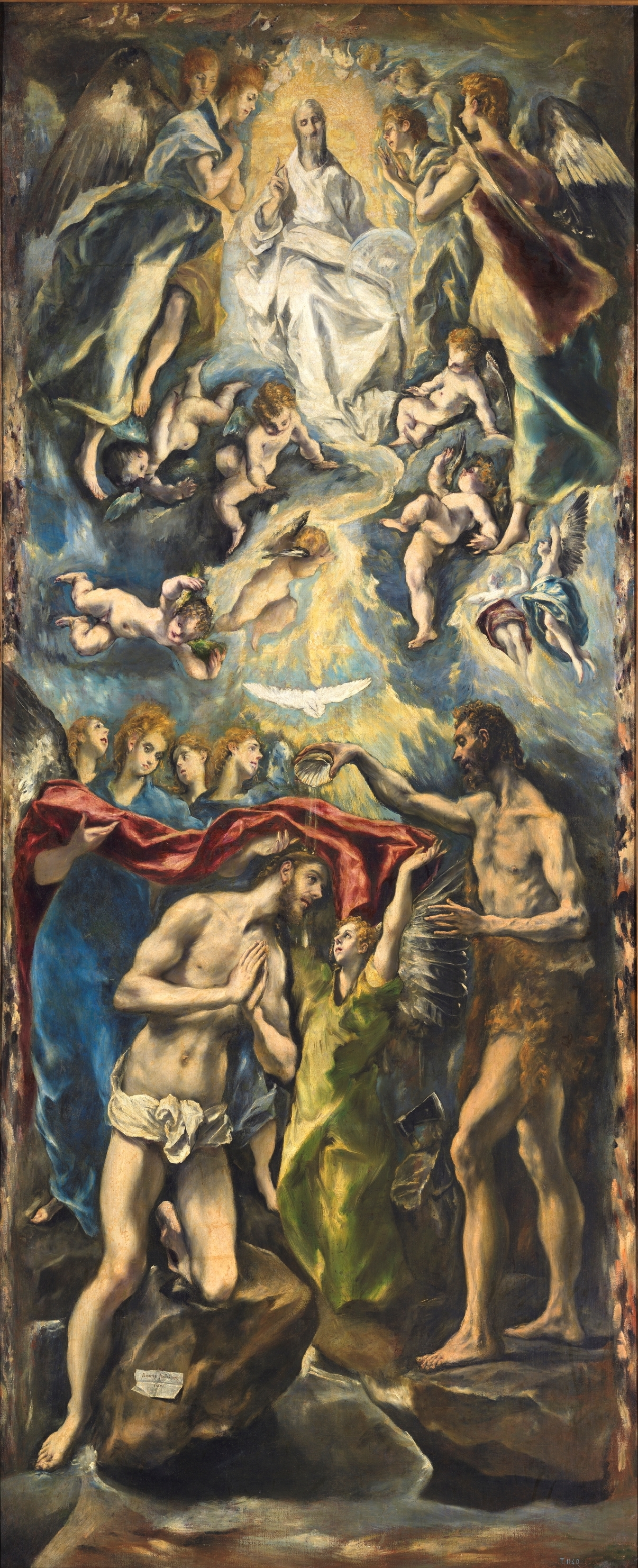
エル・グレコ『キリストの洗礼』 (1596-1600年)、プラド美術館

「マタイによる福音書」 (3章:13-17) の記述によれば、洗礼者ヨハネは荒野で説教をし、救世主の到来を預言していた。エルサレムを初め各地から多くの人々がやってきて、ヨルダン川で彼の洗礼を受けた。キリストもヨハネのところにやってきて洗礼を受け、自ら上がると、天が開け、聖霊がハトのように飛んでくるのが見えた。天から声があって、「これはわたしの愛する子、私の心にかなう者である」といった。
洗礼者ヨハネとキリストの長く引き伸ばされた身体および姿勢は、エンカルナシオン学院 (通称ドーニャ・マリア・デ・アラゴン学院) 附属礼拝堂のためにエル・グレコが1596-1600年に制作した『キリストの洗礼』 (プラド美術館) とほとんど変更はないが、本作の方が横幅があるため、それに呼応してキリストを取り巻く天使たちが変わり、天上界の父なる神の向きに相違が生じている。
プラド美術館の作品では、キリストの前に緑色の衣を身に着けた小さな天使が立ち、左後方の他の天使たちとともに赤い布を掲げているが、本作では赤い衣の天使が青い布をキリストに差し出している。画面左端には、右手を高く差し伸ばして天を仰ぎ見る緑色の衣を着けた天使が描かれているが、この姿勢はエル・グレコが同じ礼拝堂のために制作した『黙示録第5の封印』 (メトロポリタン美術館) の左端に描かれた人物の姿勢と基本的に一致している。
天上界では、まばゆいばかりの白い衣を纏った父なる神が透明な天球を持って、天を仰ぎ見る天使に応えるような姿勢で霊魂の上に座っている。その周辺には熾天使やプットの姿が描かれているが、これらはプラド美術館の作品のモティーフを転用している。その中でも画面上部左側の胸の前で腕を交差させている熾天使の姿は、衣の色こそ異なるものの、ドーニャ・マリア・デ・アラゴン学院のために制作された『受胎告知』 (プラド美術館) の大天使ガブリエルを左右逆にしたものであり、イリェスカスのカリダー施療院 (Santuario de Nuestra Señora de la Caridad) のために描かれた『受胎告知』 (カリダー施療院) のガブリエルをそのまま用いている。
洗礼者ヨハネやキリストの顔の表情はプラド美術館の『キリストの洗礼』に比べて鋭角的に捉えられ、身体の陰影のつけ方もやや硬い。キリストや右側の天使、ヨハネの脚などはホルヘ・マヌエルが描いたと推定される。また、一部の天使に見られる神経質で煩雑な襞の描写もホルヘ・マヌエルの特徴といわれる。
霊魂を用いて天上界と地上界の境を作る方法は、プラド美術館の『キリストの洗礼』、『受胎告知』と同じであり、霊魂の間に小さな穴を開け、天上界に吸い上げられていくような神秘的な上昇感を生み出している。全体の構成はエル・グレコ自身のものであり、すべてのモティーフをそのうねりの中に巻き込む神秘的な空間はエル・グレコ芸術の集大成である。

## 関連作品

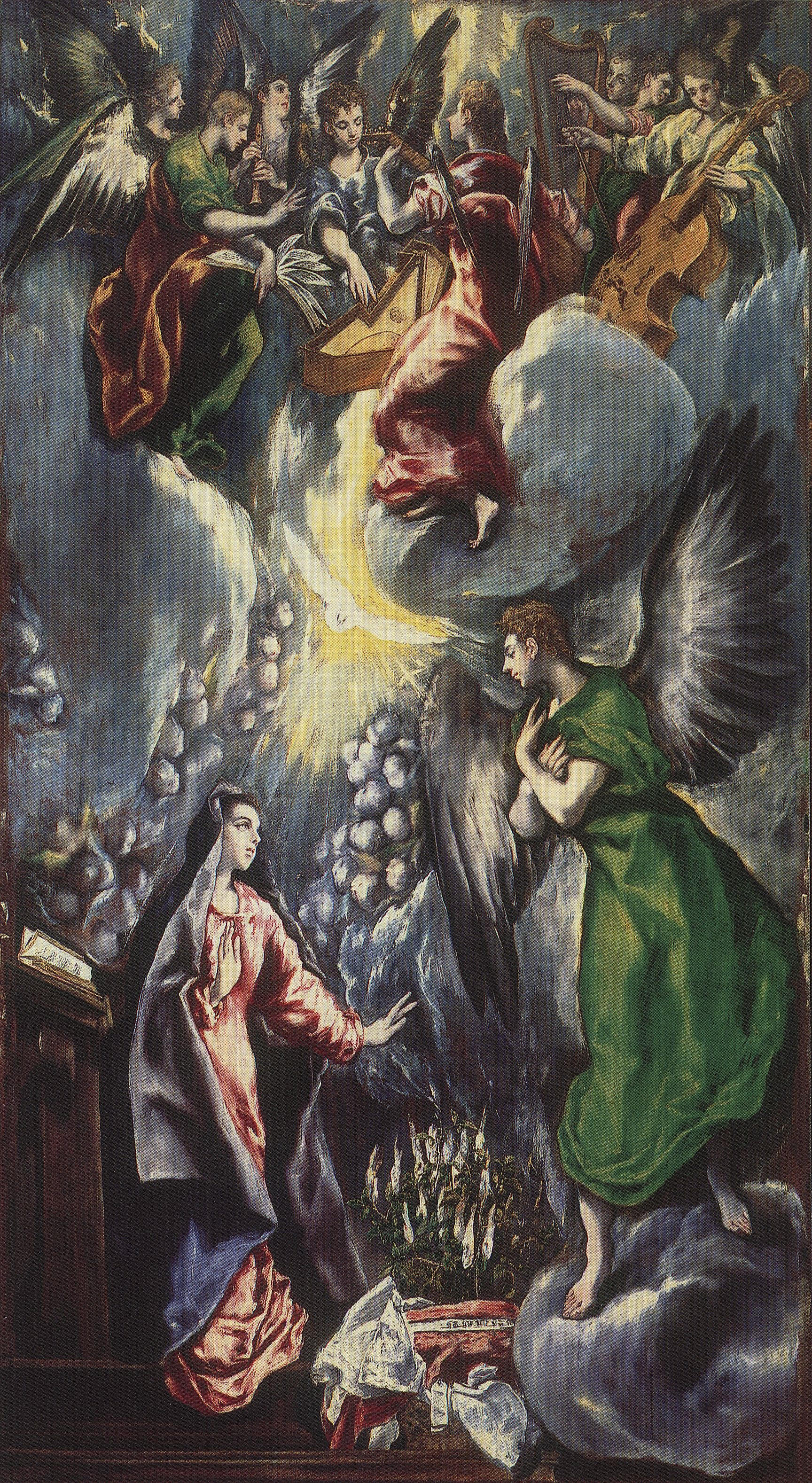
エル・グレコ『受胎告知』 (1596-1600年)、プラド美術館
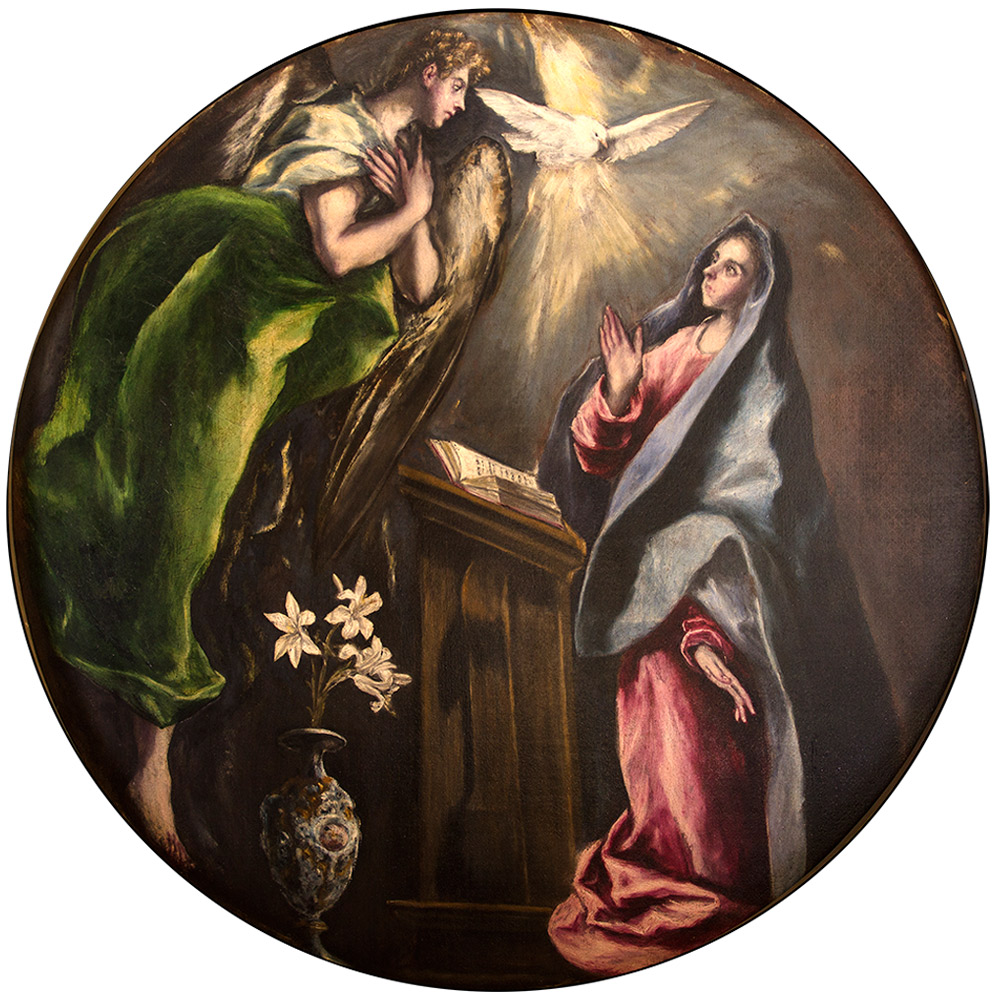
エル・グレコ『受胎告知』 (1603-1605年)、カリダー施療院、イリェスカス（英語版）